# High Heel Sneakers
"Hi-Heel Sneakers" of "High Heel Sneakers" is een door Tommy Tucker (pseudoniem van Robert Higginbotham) geschreven bluesnummer in een 12-matig schema. Hij nam het in 1963 voor het eerst op en bereikte er in 1964 de elfde plaats in de Billboard Hot 100 mee. Hij liet zich voor het schrijven van "Hi-Heel Sneakers" inspireren door een vreemd geklede vrouw die Tucker zag tijdens een van zijn optredens in een nachtclub.
Het liedje is vele malen vertolkt door andere artiesten en bands, zoals Stevie Wonder, Led Zeppelin, Carl Perkins, Elvis Presley, Jerry Lee Lewis, The Everly Brothers, Chuck Berry, Paul McCartney, Janis Joplin, José Feliciano, John Lee Hooker en The Rolling Stones.